# Schwenkkiel

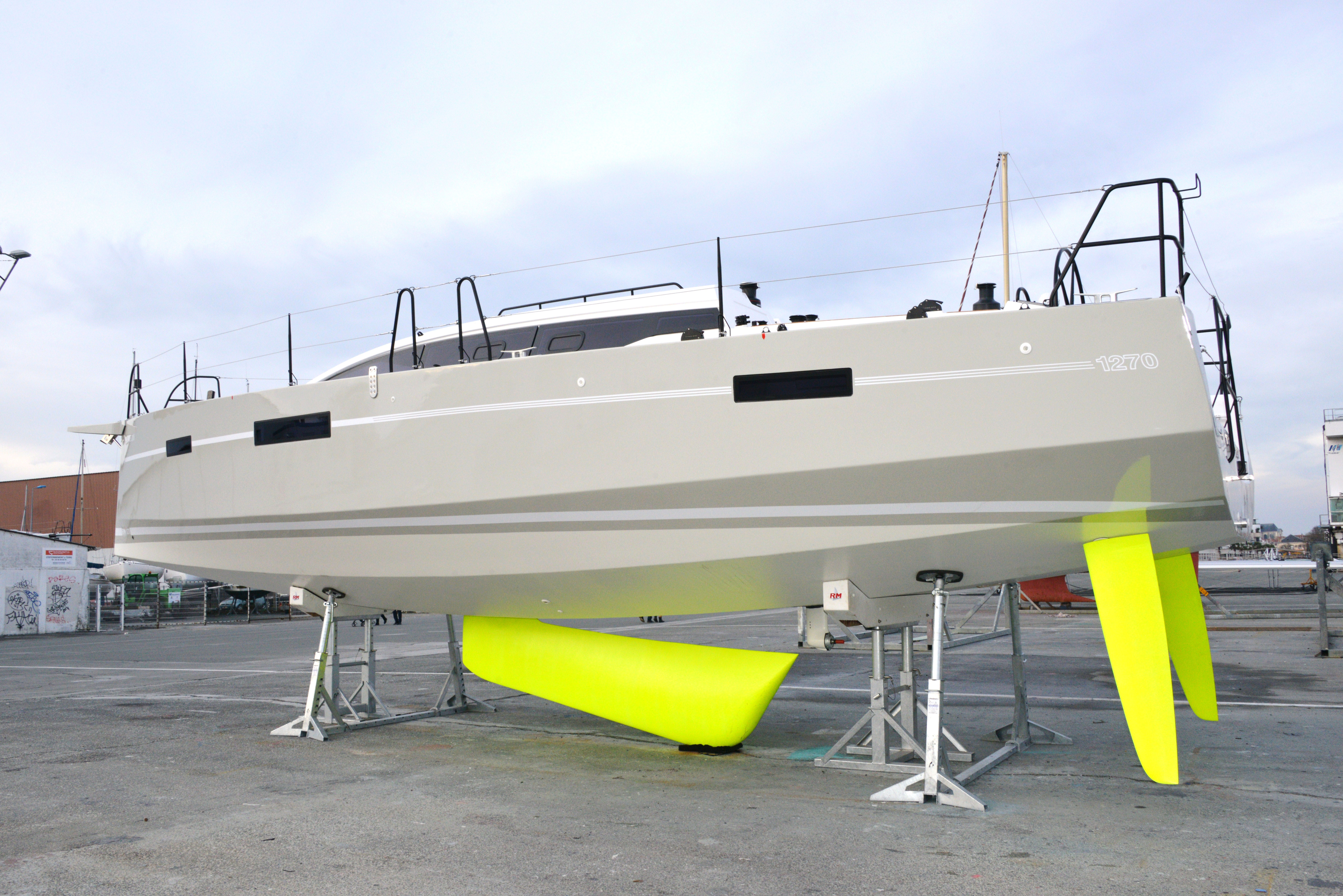
Aufgeholter Schwenkkiel einer RM-1270-Yacht

Ein Schwenkkiel ist bei Kielbooten ein beweglicher Ballastkiel, der um eine im Bodenbereich des Bootes quer zur Bootslängsachse liegende Achse in den Rumpf geklappt werden kann. Liegt die Kippachse längs zur Bootslängsachse, so handelt es sich um einen Kippkiel.
Der Schwenkkiel wird vor allem dort verwendet, wo Kielboote öfter transportiert werden müssen, wie z. B. bei Regattabooten oder in flachen Gewässern mit großem Tidenhub, wo es der aufgeholte Kiel dem Boot ggf. noch erlaubt, das Gewässer bei Niedrigwasser zu befahren oder trockenzufallen, ohne dabei auf die Seite zu kippen.
Der Schwenkkiel wird durch geeignete Zugeinrichtungen, etwa eine Seilwinde oder eine Gewindestange in den Rumpf geklappt. Bei größeren Segelyachten mit schweren Kielen ist zum Schwenken eine Hydraulikeinrichtung vorhanden, um die großen Schwenkkräfte zu bewältigen.

## Alternativen
Eine Alternative zum Schwenkkiel ist der Hubkiel. Der Schwenkkiel hat den Vorteil, dass der Kielkasten im Bootsinneren kleiner ausfallen kann als beim Hubkiel, wo der Kielkasten oft bis unter das Kajütdach reicht und unter Umständen die Funktion der Maststütze mit übernimmt. Beim Schwenkkiel hingegen geht weniger Platz im Bootsinneren verloren. Zusätzlich hat der Schwenkkiel den Vorteil, dass er im Falle einer Grundberührung nach hinten schwenken und so einer Beschädigung entgehen kann. Allerdings sind die an der Achse des Schwenkkiels auftretenden Kräfte groß und der Ballast kann nicht auf eine Kielbombe konzentriert werden. 
Eine weitere Alternative stellt das Ballastschwert oder Kielschwert dar, es unterscheidet sich dadurch vom Kiel, dass es leichter ist, dadurch jedoch weniger zur Gewichtsstabilität des Bootes beiträgt und in der Regel anders profiliert ist.